# Katastrofa lotu Luxair 9642
Katastrofa lotu Luxair 9642 wydarzyła się 6 listopada 2002. Samolot Fokker F50-111 linii Luxair, lecący z Berlina do Luksemburga krótko przed lądowaniem uderzył w ziemię w pobliżu autostrady, po czym zatrzymał się w polu. W czasie zdarzenia panowała mgła. Pilot popełnił błąd, uruchamiając rewers śmigieł na wysokości 200 metrów, co przyczyniło się do utraty wysokości przez samolot.

## Obywatelstwo ofiar wypadku
| Państwo    | Liczba ofiar |
| ---------- | ------------ |
| Niemcy     | 15           |
| Luksemburg | 4            |
| Francja    | 1            |
| Razem      | 20           |

Ciężko ranni zostali luksemburski pilot i francuski pasażer samolotu. Wśród ofiar śmiertelnych znajdował się Michel Majerus, luksemburski artysta współczesny.